# Касперс, Эд
Эд Касперс (нидерл. Ed Kaspers; род. 17 июня 1958) — нидерландский самбист и дзюдоист, чемпион (1983—1985), серебряный (1983) и бронзовый (1986, 1987) призёр чемпионатов Нидерландов по дзюдо, победитель и призёр международных турниров по дзюдо, бронзовый призёр чемпионата Европы по самбо 1986 года, бронзовый призёр чемпионата мира по самбо 1982 года, победитель соревнований по самбо Всемирных игр 1985 года в Лондоне. По самбо выступал в первой средней весовой категории (до 82 кг).

## Чемпионаты Нидерландов
- Чемпионат Нидерландов по дзюдо 1983 (до 86 кг) — ;
- Чемпионат Нидерландов по дзюдо 1983 (абсолютная категория) — ;
- Чемпионат Нидерландов по дзюдо 1984 (до 86 кг) — ;
- Чемпионат Нидерландов по дзюдо 1985 (до 86 кг) — ;
- Чемпионат Нидерландов по дзюдо 1985 (абсолютная категория) — ;
- Чемпионат Нидерландов по дзюдо 1986 (абсолютная категория) — ;
- Чемпионат Нидерландов по дзюдо 1987 (до 86 кг) — ;